# Convocazioni per il campionato europeo femminile di calcio 1993
Questa pagina elenca le giocatrici convocate per il campionato europeo femminile di calcio a Italia 1993.

## Danimarca
Selezionatore: Keld Gantzhorn
| N. | Pos. | Giocatore                  | Data nascita (età)         | Pres. | Reti | Squadra             |
| -- | ---- | -------------------------- | -------------------------- | ----- | ---- | ------------------- |
|    | P    | Helle Bjerregaard          | 21 giugno 1968 (25 anni)   |       |      | Boldklubben Rødovre |
|    | D    | Bonny Madsen               | 10 agosto 1967 (25 anni)   |       |      |                     |
|    | D    | Karina Sefron              | 7 dicembre 1967 (25 anni)  |       |      |                     |
|    | C    | Lotte Bagge                | 21 maggio 1968 (25 anni)   |       |      |                     |
|    | C    | Rikke Holm                 | 22 marzo 1972 (21 anni)    |       |      |                     |
|    | C    | Marianne Jensen            | 14 gennaio 1970 (23 anni)  |       |      |                     |
|    | C    | Lisbet Kolding             | 6 aprile 1965 (28 anni)    |       |      | HEI Aarhus          |
|    | C    | Susan Mackensie (capitano) | 24 dicembre 1962 (30 anni) |       |      | HEI Aarhus          |
|    | C    | Janne Rasmussen            | 18 luglio 1970 (22 anni)   |       |      |                     |
|    | C    | Irene Stelling             | 25 luglio 1971 (21 anni)   |       |      | HEI Aarhus          |
|    | A    | Helle Jensen               | 23 marzo 1969 (24 anni)    |       |      | Boldklubben 1909    |
|    | A    | Hanne Nissen               | 21 novembre 1970 (22 anni) |       |      |                     |
|    | A    | Annette Thychosen          | 30 agosto 1968 (24 anni)   |       |      | Odense BK           |

## Germania
Selezionatore: Gero Bisanz
| N. | Pos. | Giocatore              | Data nascita (età)          | Pres. | Reti | Squadra              |
| -- | ---- | ---------------------- | --------------------------- | ----- | ---- | -------------------- |
|    | P    | Manuela Goller         | 1º aprile 1964 (29 anni)    |       |      |                      |
|    | P    | Silke Rottenberg       | 5 gennaio 1971 (22 anni)    |       |      | TSV Siegen           |
|    | P    | Elke Walther           | 1º aprile 1967 (26 anni)    |       |      |                      |
|    | D    | Birgitt Austermühl     | 8 ottobre 1965 (27 anni)    |       |      |                      |
|    | D    | Anouschka Bernhard     | 5 ottobre 1970 (22 anni)    |       |      |                      |
|    | D    | Jutta Nardenbach       | 13 agosto 1968 (24 anni)    |       |      | TSV Siegen           |
|    | D    | Dagmar Pohlmann        | 7 febbraio 1972 (21 anni)   |       |      |                      |
|    | D    | Manuela Schultealbert  | 15 gennaio 1973 (20 anni)   |       |      |                      |
|    | D    | Britta Unsleber        | 25 dicembre 1966 (26 anni)  |       |      | TSV Siegen           |
|    | C    | Susanne Brück          | 30 novembre 1972 (20 anni)  |       |      |                      |
|    | C    | Doris Fitschen         | 25 ottobre 1968 (24 anni)   |       |      | TSV Siegen           |
|    | C    | Steffi Jones           | 21 dicembre 1972 (20 anni)  |       |      | SG Praunheim         |
|    | C    | Martina Voss           | 22 dicembre 1967 (25 anni)  |       |      | TSV Siegen           |
|    | C    | Bettina Wiegmann       | 7 ottobre 1971 (21 anni)    |       |      | Grün-Weiß Brauweiler |
|    | A    | Katja Bornschein       | 16 marzo 1973 (20 anni)     |       |      |                      |
|    | A    | Patricia Brocker       | 7 aprile 1966 (27 anni)     |       |      | TuS Niederkirchen    |
|    | A    | Gudrun Gottschlich     | 23 maggio 1970 (23 anni)    |       |      |                      |
|    | A    | Michaela Kubat         | 27 settembre 1969 (23 anni) |       |      | TSV Siegen           |
|    | A    | Maren Meinert          | 5 agosto 1973 (19 anni)     |       |      |                      |
|    | A    | Heidi Mohr             | 29 maggio 1967 (26 anni)    |       |      | TuS Niederkirchen    |
|    | A    | Silvia Neid (capitano) | 2 maggio 1964 (29 anni)     |       |      | TSV Siegen           |

## Italia
Selezionatore: Sergio Guenza
| N. | Pos. | Giocatore                  | Data nascita (età)         | Pres. | Reti | Squadra        |
| -- | ---- | -------------------------- | -------------------------- | ----- | ---- | -------------- |
|    | P    | Stefania Antonini          | 10 ottobre 1970 (22 anni)  |       |      | Reggiana       |
|    | P    | Giorgia Brenzan            | 21 agosto 1967 (25 anni)   |       |      | Woman Sassari  |
|    | D    | Elisabetta Bavagnoli       | 3 settembre 1963 (29 anni) |       |      | Milan 82       |
|    | D    | Marina Cordenons           | 12 gennaio 1969 (24 anni)  |       |      |                |
|    | D    | Emma Iozzelli              | 12 giugno 1966 (27 anni)   |       |      |                |
|    | D    | Dolores Prestifilippo      | 16 gennaio 1961 (32 anni)  |       |      | Reggiana       |
|    | D    | Raffaella Salmaso          | 16 aprile 1968 (25 anni)   |       |      | Milan 82       |
|    | C    | Bianca Baldelli            |                            |       |      |                |
|    | C    | Antonella Carta            | 1º marzo 1967 (26 anni)    |       |      | Reggiana       |
|    | C    | Florinda Ciardi            | 29 agosto 1970 (22 anni)   |       |      |                |
|    | C    | Rosa Ciardi                |                            |       |      |                |
|    | C    | Federica D'Astolfo         | 27 ottobre 1966 (26 anni)  |       |      | Milan 82       |
|    | C    | Feriana Ferraguzzi         | 20 febbraio 1959 (34 anni) |       |      | Standard Liegi |
|    | C    | Silvia Fiorini             | 24 dicembre 1969 (23 anni) |       |      |                |
|    | C    | Maria Mariotti             | 27 gennaio 1964 (29 anni)  |       |      | Reggiana       |
|    | C    | Adele Marsiletti           | 7 novembre 1964 (28 anni)  |       |      |                |
|    | A    | Rita Guarino               | 31 gennaio 1971 (22 anni)  |       |      | Reggiana       |
|    | A    | Carolina Morace (capitano) | 5 febbraio 1964 (29 anni)  |       |      | Milan 82       |

## Norvegia
Selezionatore: Even Pellerud
| N. | Pos. | Giocatore              | Data nascita (età)          | Pres. | Reti | Squadra         |
| -- | ---- | ---------------------- | --------------------------- | ----- | ---- | --------------- |
|    | P    | Bente Nordby           | 23 luglio 1974 (18 anni)    |       |      | SK Sprint/Jeløy |
|    | P    | Reidun Seth            | 9 giugno 1966 (27 anni)     |       |      | Sandviken       |
|    | D    | Gunn Nyborg            | 21 marzo 1960 (33 anni)     |       |      | Asker           |
|    | D    | Nina Nymark Andersen   | 28 settembre 1972 (20 anni) |       |      | Sandviken       |
|    | D    | Anne Nymark Andersen   | 28 settembre 1972 (20 anni) |       |      | Sandviken       |
|    | D    | Katrine Nysveen        | 26 novembre 1973 (19 anni)  |       |      | Setskog FK      |
|    | D    | Heidi Støre (capitano) | 4 luglio 1963 (29 anni)     |       |      | SK Sprint/Jeløy |
|    | D    | Tina Svensson          | 16 novembre 1966 (26 anni)  |       |      | Asker           |
|    | C    | Agnete Carlsen         | 15 gennaio 1971 (22 anni)   |       |      | SK Sprint/Jeløy |
|    | C    | Gro Espeseth           | 30 ottobre 1972 (20 anni)   |       |      | Sandviken       |
|    | C    | Elin Krokan            | 7 giugno 1971 (22 anni)     |       |      | Setskog FK      |
|    | C    | Hege Riise             | 18 luglio 1969 (23 anni)    |       |      | Setskog FK      |
|    | C    | Cathrine Zaborowski    | 3 agosto 1971 (21 anni)     |       |      | Asker           |
|    | A    | Ann Kristin Aarønes    | 19 gennaio 1973 (20 anni)   |       |      | Trondheims-Ørn  |
|    | A    | Birthe Hegstad         | 23 luglio 1966 (26 anni)    |       |      | SK Sprint/Jeløy |
|    | A    | Linda Medalen          | 17 giugno 1965 (28 anni)    |       |      | Asker           |
|    | A    | Kristin Sandberg       | 23 marzo 1972 (21 anni)     |       |      | Asker           |
|    | A    | Åse Iren Steine        | 20 giugno 1969 (24 anni)    |       |      | Sandviken       |